# Wildlife Photographer of the Year
O Wildlife Photographer of the Year é um dos mais prestigiados prêmios internacionais da fotografia de natureza, criado em 1965 pelo Museu de História Natural de Londres.

## Agraciados
- Andy Biggs
- Jim Brandenburg
- Mark Carwardine
- Jan Töve Johansson
- Frans Lanting
- Brian W. Matthews
- Vincent Munier
- David Noton
- Jonathan Scott
- Florian Schulz
- Stefano Unterthiner
- Laurent Baheux
- Serge Tollari
- Bencé Maté
- Fredéric Larrey